# Cardenete
Cardenete ist ein Ort und eine zentralspanische Gemeinde (Municipio) mit 474 Einwohnern (Stand: 2024) im Norden der Provinz Cuenca in der Autonomen Region Kastilien-La Mancha.

## Lage und Klima
Cardenete liegt auf der Westseite des Iberischen Gebirges in einer Höhe von ca. 965 m. Die Provinzhauptstadt Cuenca befindet sich gut 60 Kilometer (Fahrtstrecke) nordwestlich. Das Klima im Winter ist gemäßigt, im Sommer dagegen warm bis heiß. Regen (482 mm/Jahr) fällt das ganze Jahr über.

## Bevölkerungsentwicklung
| Jahr      | 1970 | 1981 | 1991 | 2001 | 2011 | 2021 |
| Einwohner | 1115 | 811  | 662  | 699  | 574  | 494  |

## Sehenswürdigkeiten
- Burgruine
- Kirche Mariä Himmelfahrt (Iglesia de Nuestra Señora de la Asunción)
- Antoniuskapelle

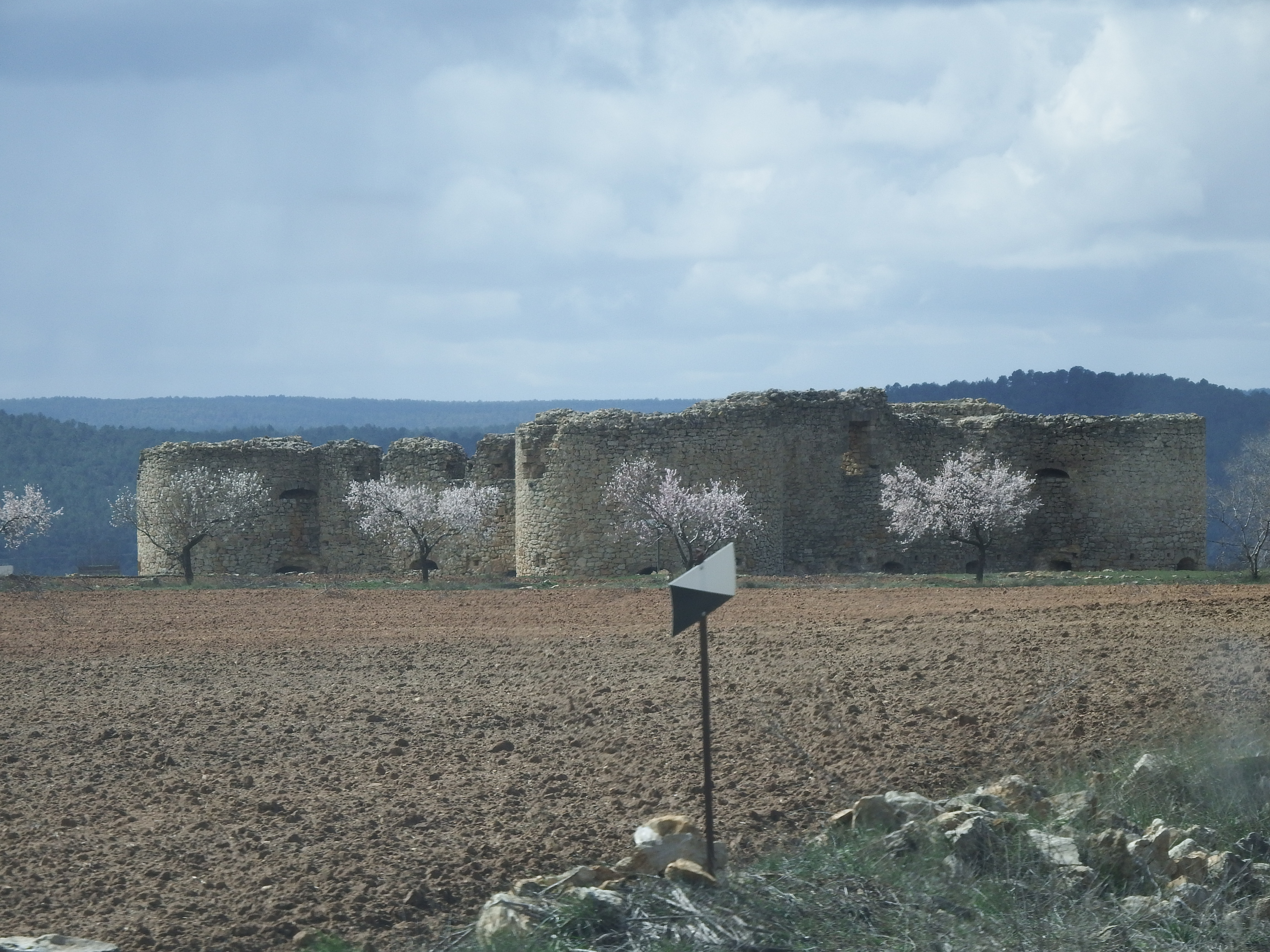
Burgreste
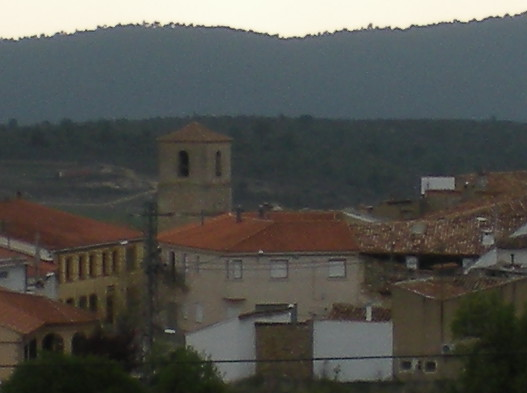
Kirche Mariä Himmelfahrt
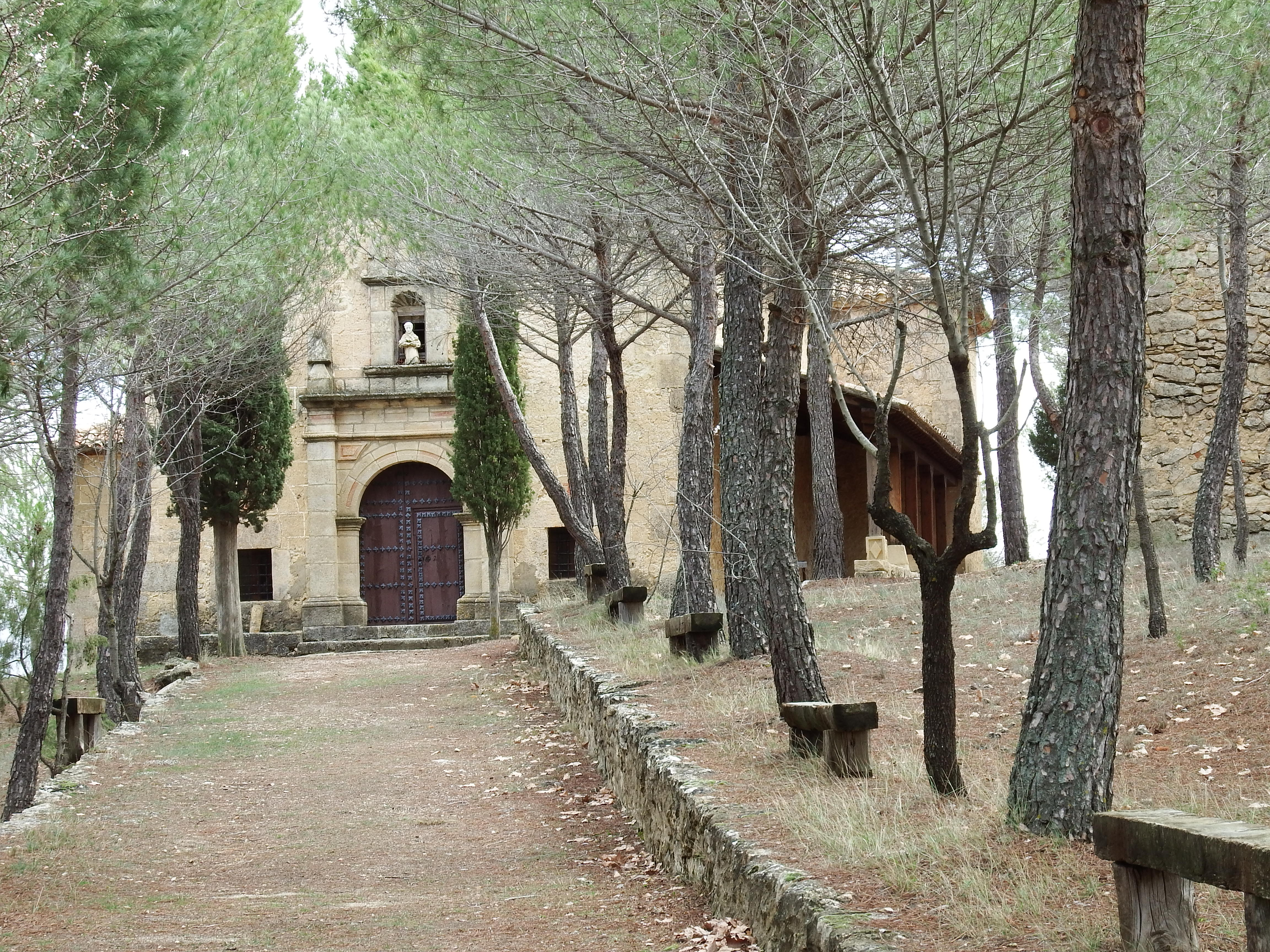
Antoniuskapelle